# Szekér

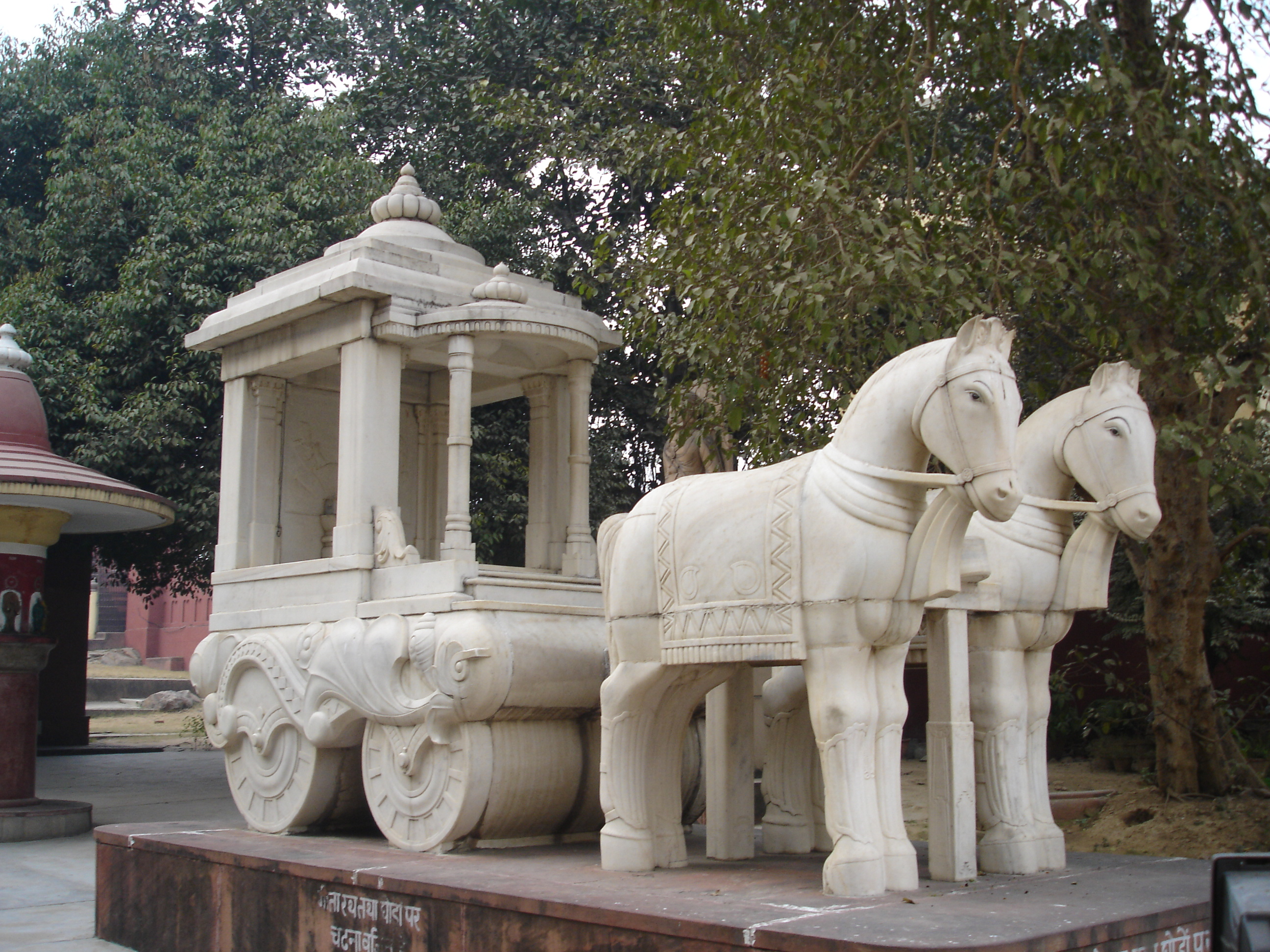
Hindu lovasszekér szobra (Delhi, India) kőszobra.

A szekér olyan állat- vagy embervontatta közúti jármű, amelynek szekrénye nem áll rugós, hintós aljszerkezeten.
Lehet: négykerekű (szekér) vagy kétkerekű (kordé, taliga)
a továbbiakban csak a négykerekűekről esik szó
A szekerek eredetüket tekintve, illetve szerkezetileg is két csoportra oszthatóak:
Egyrészt a kétrúdú taliga típusból alakult kétrúdú vagy ajonca villás, egy állattal fogatolható szekerek, amelyek Dél-Eurázsiában, Nyugat-Európában és a germánok, valamint az északi szlávok révén Észak-Eurázsiában terjedtek el; másrészt az egyrúdú taliga típusból kialakult egyrúdú, két állattal fogatolható szekértípusok. Utóbbiakra jellemző, hogy egy nyújtójuk van és az elöl levő taligának (vagy szekérelőnek) rúdját kétágúan erősítik a tengely és a vánkos (simely) közé. Az ágak, mint rúdszárnyak (szekérágas) benyúlnak a szekérderék alá is (melyet a saroglya zár le), ahol a rúdszárnyakat egy keresztfa, a juha hidalja át. Ez az igen nagy horderejű találmány a szekeret könnyen forgó elejűvé tette.

## Részei

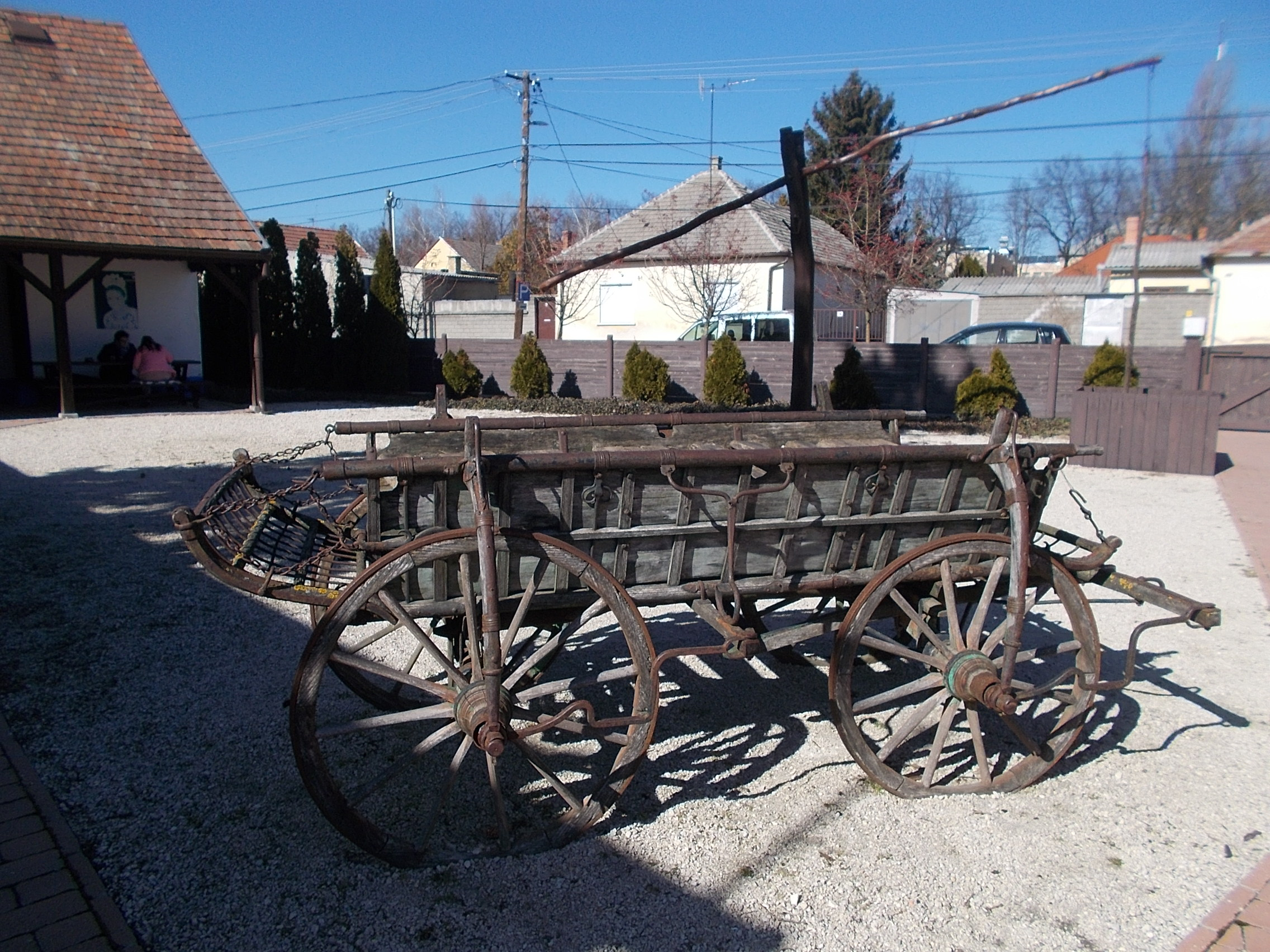
Szekér a kalocsai Népművészeti ház udvarán

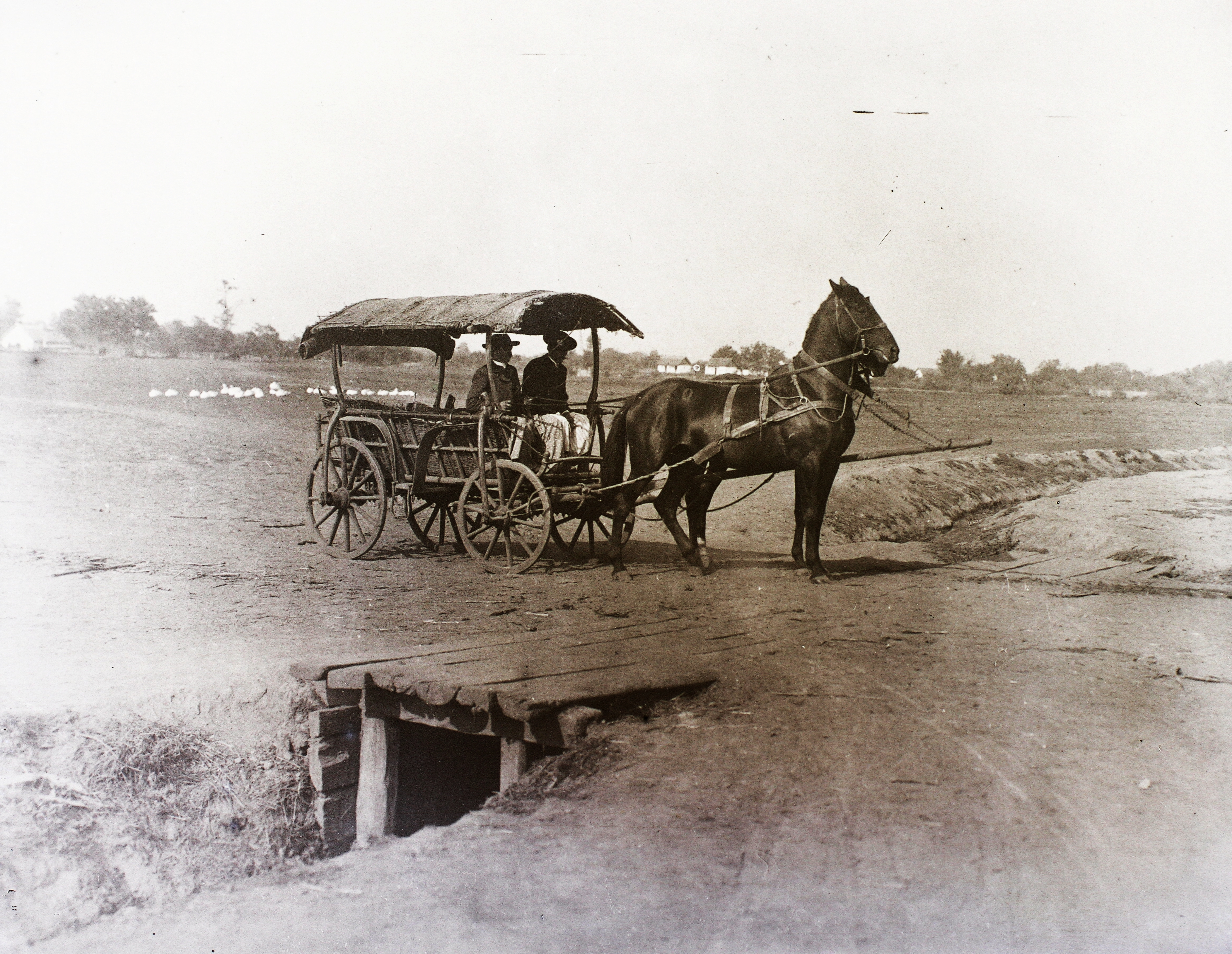
Ekhós szekér Hajdúszoboszlónál (1908)

További alkotórészei, mint minden kocsinak, az elülső és hátsó alj és a szekérderék vagy kocsiszekrény. Az elülső aljnak részei a tengelytőke a zsámollyal és az ezek fölött az alj-vagy derékszög körül elforgathatóan megerősített pörgettyű, amelynek külső szélein a rakoncák vannak a szekéroldal támasztására. A hátsó aljnál hiányzik a pörgettyű, mert az rögzítve van. A szekérnél az elülső és hátsó aljat egybekapcsolja a nyújtó, amely elöl a tengelytőke és a zsámoly között átmegy, hátul pedig ugyanazon, de ezenkívül még a nyújtószárnyakkal is meg van erősítve. Hosszú szekérnél a szekérderék közepe tájékán a hasló nevű keresztfa a nyújtóhoz kellően megerősítve szolgál a megterhelt szekérderék merevbítésére. Elöl az előaljhoz csatlakozik a szekérrúd, a rúdszárnyaival, amelyek a tengelytőke és a zsámoly között átmenve hátul kinyúlnak és az ihával vagy juhával a nyújtófa alatt elhaladva, ez utóbbit támogatják. A tengely két nyúlványát, amelyekre a kerekek jönnek, tengelyszáraknak nevezzük. Az elülső tengelyszárakra a keréken kívül még a csatlás karikája jön. A csatlás átnyúlik a felhérchez és ezt a tengellyel köti össze, hogy a vonó állat az istrángon ható húzóerejét hámfa és felhérc útján átvihesse a tengelyre, illetve az egész szekérre. Fakószekérnek nevezzük azt a szekeret, amelynek nincsen vasalása, tehát kizárólag fából készül.

## Fajtái, elnevezései
- vasasszekér (félvágás szekér, egészvágás-szekér, furmányos szekér, mázsaszekér, sóhordó szekér, terhesszekér, átányi szekér, berceli szekér, csetneki szekér, debreceni szekér, gömöri szekér, egri szekér, kanizsai szekér, kolozsvári szekér, kunsági szekér, máramarosi szekér, nagybányai szekér, nagykárolyi szekér, somorjai szekér)
- hosszú szekér (hordólajtorjás szekér, hordó szekér, takaruló szekér, csíki szekér, erdélyi szekér, ökörszekér)
- kasos, deszkás szekér (bakitszekér, győri kocsi, szabadhegyi kocsi, ladikszekér, csilleszekér, kolesz)
- pőreszekér (fakószekér, küszküllőszekér)
- magasított szekér (batár, bárka szekér)

## Története

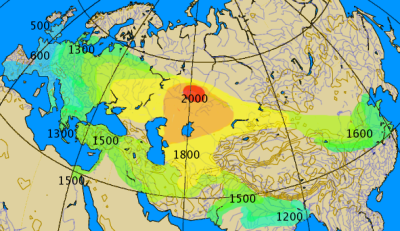
A szekér elterjedése

A szekér, ez a négykerekű jármű, igen régi találmánya az emberiségnek. Előfeltételét, a kereket és ennek segítségével a taligát már a kőkorszak embere megszerkesztette. Az ókori kultúrák mindegyikében használták a kerekes járműveket, nagyobbrészt a taligákat ugyan, de a szekeret is, amelyeknek a fogatolására – majdnem kizárólag – a szarvasmarhát, az ökröt használták. A kerekes járműveket először kultikus célokra használták; a termelésbe csak később vonták be azokat. Ezt a tényt igazolja az is, hogy a prehisztorikus kerék és szekérleletek sírokból kerültek elő, mint a halottkultusz járulékos részei. De már a késő rézkori, bronzkori leletek arról is tanúskodnak, hogy a szekeret gazdasági célra is használta az ember.
A négykerekű, forgó elejű szekér a vaskorban, a La Tène periódusban alakult ki azáltal, hogy két talyigát rúdjaiknál fogva egybe kapcsoltak.

## Szatmári szekér

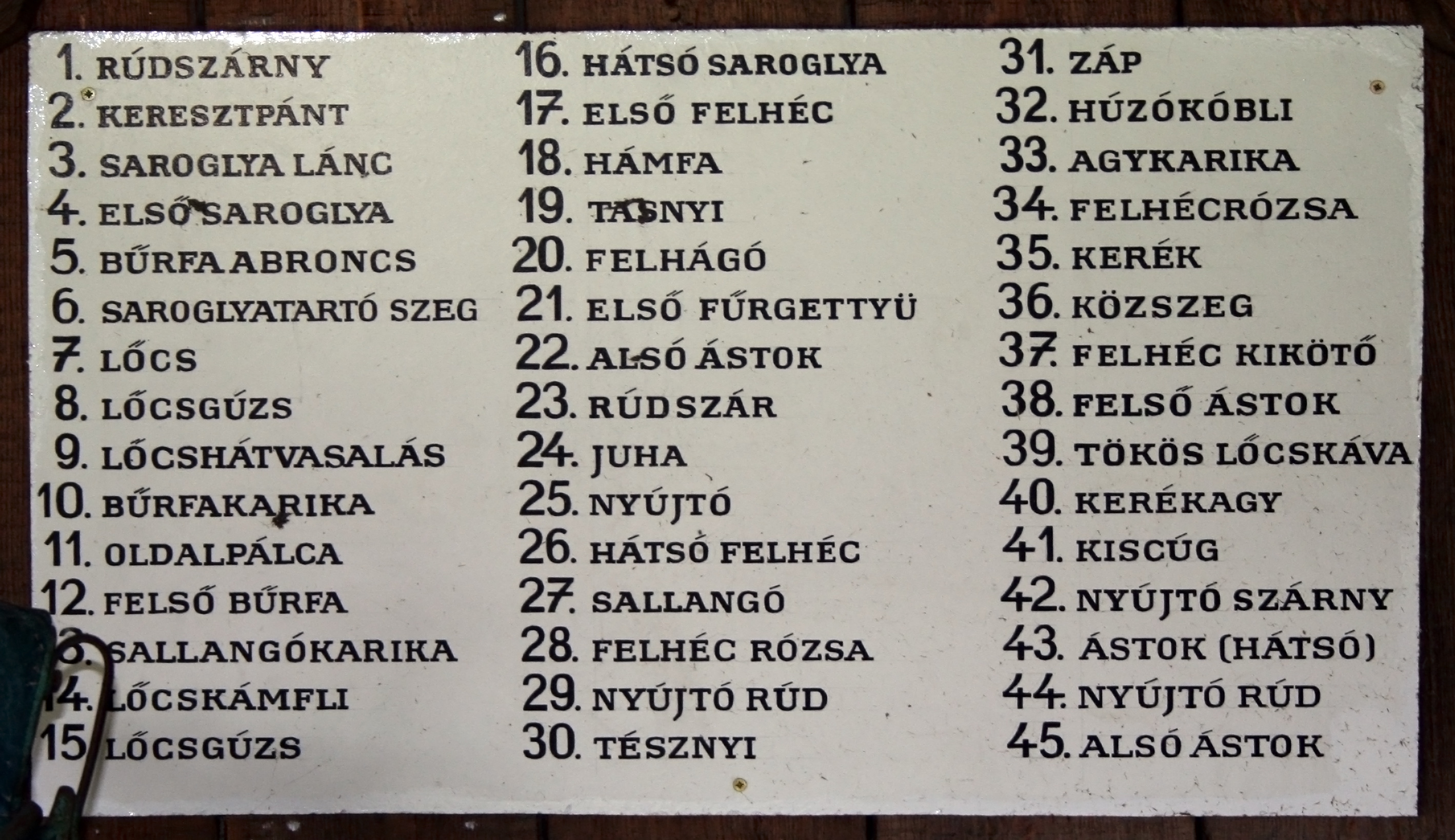
Alkotórészei

A szatmári vidéken emberemlékezet óta a ma is ismert szerkezethez hasonló, de fatengelyes, gyengén vasalt szekereket használtak. Első látásra egységes az alakjuk, de közelebbről szemügyre véve a fennmaradt darabokat kiderül, hogy szinte alig van két egyforma közöttük; mindegyiket a használati cél szerint igyekeztek kialakítani. Emellett a vontató állat fajtájától és a rendelkezésre álló faanyag jellegétől is függött a végső megoldás. 
A használat módja szerint ismert volt a kasosszekér, rövidszekér, nyújtott szekér, deszkás szekér, országos szekér. A vontató állatok szerint ökrös-, tehén-, és lovasszekereket („lúszekér”) különböztetünk meg.
A szekeret rendelő gazda elővette 3-4 éve vágott és félretett szerszámfáját, amiből a kerékgyártó kiválogatta a megfelelő anyagot. Újabban akácfát használtak, régebben az oldalakat és a zápokat kőrisfából, a kerékagyat szilfából, a rudat nyírfából készítették.
A keréknek való fát teknőben formázták, vagy kemencében melegítették. Utána kerékfa-kihajtó padban formázták, kerékszéken kifúrták a küllők helyét. Végül összeillesztették a kereket. Ezután még hónapokig kellett száradnia, amíg a kovácsmester bevasalhatta.
Számos különböző régi szatmári szekér látható a mátészalkai Szatmári Múzeum gyűjteményében.